# Casa Majestății Sale Regelui României
A nu se confunda cu Familia Regală a României (numită și „Casa Regală a României”).
A nu se confunda cu Reședințele Familiei Regale a României sau cu Palatul Regal din București.

Casa Majestății Sale Regelui României a fost o instituție a Regatului României care cuprinde totalitatea consilierilor civili și militari, precum și personalul administrativ, care îl sprijină pe Suveran (și pe ceilalți membri ai Familiei Regale care desfășoară activități publice) în luarea deciziilor și în organizarea evenimentelor, a protocolului regal, a deplasărilor, a pazei, etc.
(În linii largi, cu unele diferențe notabile, rolul funcțional al acestei instituții poate fi asemănat cu cel al Administrației Prezidențiale din organizarea republicană).
În prezent, Casa Majestății Sale Regelui este definită juridic prin documentul numit Normele Fundamentale ale Familiei Regale a României.
Casa Majestății Sale Regelui este formată din câteva secțiuni principale:
- Casa Civilă, care oferă informații și sprijin decizional Suveranului și Familiei sale, asigură legătura cu Guvernul, cu Parlamentul, cu autoritățile locale, cu alte instituții românești și străine (diplomații), precum și cu mediul politic (partide). Din Casa Civilă fac parte personalul cu atribuții administrative (ex. Mareșalul Palatului, administratorul reședințelor regale), secretarii, șeful protocolului, majordomii, etc.

- Casa Militară cuprinde ofițerii superiori care oferă sprijin și consiliere Suveranului în probleme militare, aghiotanții regali și ofițerii de ordonanță, precum și Batalionul de Gardă, care asigură paza reședințelor regale, inclusiv ceremonialul. Mai ales în timp de război, Casa Militară asigură legăturile monarhului cu comandamentele militare principale, cu marile unități, etc.

În general, consilierii Casei Majestății Sale Regelui nu sunt numiți de Suveran, fiind delegați de către Guvern și de către alte instituții ale statului, pe care le reprezintă pe lângă Coroană. De aceea, de cele mai multe ori Suveranul dispune și de un Consiliu Privat (engl. Privy Council) sau Consiliu de Coroană, mai restrâns, cu membri aleși de el (sfătuitori considerați de încredere, în general personalități și specialiști în diverse domenii, profesori, militari sau oameni politici de marcă).